# Teucholabis (Teucholabis) aequinigra
Teucholabis (Teucholabis) aequinigra is een tweevleugelige uit de familie steltmuggen (Limoniidae). De soort komt voor in het Neotropisch gebied.